# 山田智和
山田 智和（やまだ ともかず、1987年11月19日 - ）は、日本の映像作家、映画監督、写真家。CAVIAR所属から現在は独立。クリエイティヴチーム「Tokyo Film」主宰。

## 人物
東京都生まれ。日本大学芸術学部映画学科映像コース出身。
2013年、「47seconds」でCREATIVE HACK AWARD 2013グランプリ受賞。2014年、同作でニューヨークフェスティバル2014銀賞受賞。同年、「A Little Journey」がGR Short Movie Awardグランプリ受賞。
MTV VMAJ 2018では「最優秀ビデオ賞 "Best Video of the Year"」を受賞。SPACE SHOWER MUSIC AWARDS 2019では、最も優れたミュージックビデオ・ディレクターに授与される「BEST VIDEO DIRECTOR」を受賞。
2020年「60th ACC TOKYO CREATIVITY AWARDS フィルム部門クラフト賞」にてディレクター賞を受賞。同年、MTV VMAJ 2020「最優秀ビデオ賞 "Best Video of the Year"」を受賞。

## 主な作品

### 長編映画
- 四月になれば彼女は（2024年3月22日公開）[7]

### 短編映画
- 浮かび上がる（2012年アップルストア銀座上映）
- HOPE（2015年9月5日公開、オムニバス映画『TOKYO CITY GIRL』より）

### ドラマ
- トーキョー・ミッドナイト・ラン（2016年、フジテレビ系、主演：二階堂ふみ、コムアイ）
- 青と僕（2018年、フジテレビ系、主演：井之脇海、池田エライザ、寛一郎） ※チーフ監督
- FODオリジナルドラマ 乃木坂シネマズ〜STORY OF 46〜第10話「街の子ら」（2020年）

### ショートフィルム
- 47seconds（2013年） - 「WIRED Criative Huck Award 2013」グランプリ受賞作品
- TIFFANY BLUE（2019年）[8]
- Tod's - Sounds of a Planet （2020年）
- PRADA Short film “Where is UFO?”（2020年）
- Somewhere in The Snow（2021年）

### ミュージックビデオ
- 米津玄師
  - 「Lemon」
  - 「Flamingo」
  - 「馬と鹿」
  - 「カムパネルラ」
  - 「Pale Blue」
  - 「LADY」
  - 「さよーならまたいつか！」
- あいみょん
  - 「マリーゴールド」
  - 「今夜このまま」
  - 「ハルノヒ」
  - 「真夏の夜の匂いがする」
  - 「さよならの今日に」
  - 「裸の心」
  - 「桜が降る夜は」
  - 「初恋が泣いている」
  - 「愛の花」
  - 「朝が嫌い」
- KID FRESINO
  - 「Coincidence」
  - 「Arcades ft.NENE」
  - 「Retarded」
  - 「Cats & Dogs feat. カネコアヤノ」
  - 「No Sun」
  - 「Rondo」
  - 「that place is burning feat. ハナレグミ」
- Seiho
  - 「IF YOU（feat. KID FRESINO）」
- KID FRESINO, Seiho
  - 「720」
- サカナクション
  - 「years」
  - 「SORATO」
  - 「ナイロンの糸」
- PUNPEE
  - 「Wonder Wall feat. 5lack」
- Koji Nakamura
  - 「地図にないルート」
- Chara
  - 「Tiny Dancer」
- 踊ってばかりの国
  - 「ghost」
  - 「クロール」
- 水曜日のカンパネラ
  - 「ナポレオン」
  - 「メデューサ」
  - 「ツチノコ」
  - 「松尾芭蕉」 - 「CICLOPE FESTIVAL 2016」Visual Effects部門FINALIST
  - 「アラジン」
  - 「ユニコ」
  - 「メロス」 - 「アジア太平洋広告祭」FILM CRAFT部門ブロンズ受賞、「AD STARS（釜山国際広告祭）」FILM CRAFT部門ブロンズ受賞
- Base Ball Bear
  - 「「それって、for 誰？」part.1」
  - 「すべては君のせいで」
- 柴咲コウ
  - 「野生の同盟」
- 佐藤千亜妃
  - 「Summer Gate」
- 堀込泰行
  - 「WHAT A BEAUTIFUL NIGHT」
- Nulbarich
  - 「VOICE」
- ハルレオ
  - 「さよならくちびる」
- ZOMBIE-CHANG
  - 「されど幸せ」

- End of the World （SEKAI NO OWARI）
  - 「Lost ft. Clean Bandit」
- 藤井風
  - 「青春病」
  - 「満ちてゆく」
- エレファントカシマシ
  - 「No more cry」
- 宇多田ヒカル
  - 「Gold 〜また逢う日まで〜」
  - 「何色でもない花」
  - 「Electricity （Arca Remix） 」
  - 「Mine or Yours」
- 矢野顕子
  - 「音楽はおくりもの」
- 竹内まりや
  - 「家に帰ろう （マイ・スイート・ホーム）」

### コマーシャル
- GMOクリック証券（出演：新垣結衣）
  - 「Life is Going on」篇（2017年3月）
  - 「Life is Precious」編（2017年12月）
  - 「Life is Your Life」編（2018年7月）
  - 「Life is an instinct」編（2018年11月）
  - 「Life is a Revolution」編（2019年4月）
  - 「New Life is ...」編（2020年12月）
- Microsoft Surface 「Youth」（2017年3月）
- niko and... 「雨、のち、秋、冬。」編（2017年9月、出演：坂口健太郎、忽那汐里）
- Canon「"This" is my life. スペシャルムービー」（2017年10月、出演：成田凌）
- UNIQLO「Chara meets UNIQLO Xmas」（2017年12月）
- ベイクルーズ グループ40周年CM（2018年11月、出演：村上虹郎、SUMIRE）
- コカ・コーラ い･ろ･は･す  「きっとあしたも、いい感じ 」（2025年2月、出演:藤井風）
- コカ・コーラ 綾鷹「Mine or Yours」（2025年3月、出演:宇多田ヒカル）

### 写真
- 写真連載「TOKYO-GA」（スペースシャワーネットワーク『EYESCREAM』、2017年2月 - 、連載）
- 写真連載「虹の刻」（CCCメディアハウス『FIGARO japon』、2019年1月 - 、連載 ※俳優村上虹郎との共同名義）
- 『花椿』（資生堂、2018年夏号、表紙・巻頭20P）
- 『装苑』（文化出版局、2018年2、3月合併号、表紙・巻頭8P）
- 『VOGUE JAPAN』（コンデナスト・ジャパン、2019年1月号、巻頭特集「WOMEN OF THE YEAR 2018」12P）

### CDジャケット
- 藤井風『満ちてゆく』

### アーティスト写真
- 米津玄師（2019「海の幽霊」, 2023「月を見ていた」, 2024「さよーならまたいつか！」）

### LIVE演出
- サカナクション「SAKANAQUARIUM2018 魚図鑑ゼミナール VISUAL LIVE SESSION」
- 宮本浩次「バースデイコンサート at 作業場」（2020年）
- 矢野顕子「矢野顕子の歌とピアノで宇宙へ行こう。」（2023年）
- 宇多田ヒカル 「SCIENCE FICTION TOUR 2024」（2024年）

### LIVE DVD
- サカナクション「SAKANAQUARIUM2015 - 2016」
- サカナクション「SAKANAQUARIUM2017」